# Појана Трестиеј (Прахова)
Појана Трестиеј (рум. Poiana Trestiei) насеље је у Румунији у округу Прахова у општини Косминеле. Oпштина се налази на надморској висини од 392 m.

## Становништво
Према подацима из 2002. године у насељу је живело 315 становника, од којих су сви румунске националности.